# ويندي جراتيرول
ويندي جراتيرول (بالإسبانية: Windi Graterol) مواليد 10 سبتمبر 1986 في كاراكاس، هو لاعب كرة سلة فنزويلي. بدأ مسيرته الاحترافية في سنة 2005. يلعب في الدوري الفنزويلي لكرة السلة كلاعب وسط. يحمل الرقم 19. يبلغ طوله 6 قدم 8.75 بوصة (2.1 م). مثّل منتخب بلاده. شارك في دورة الألعاب الأولمبية الصيفية سنة 2016. حقق المركز الأول في بطولة أمم الأمريكتين لكرة السلة 2015.

## سجل المنافسة
شارك في المنافسات التالية:
- الألعاب الأولمبية الصيفية 2016
- بطولة أمم الأمريكتين لكرة السلة 2013
- بطولة أمم الأمريكتين لكرة السلة 2015

## الميداليات
| الميدالية | المسابقة                             |
| --------- | ------------------------------------ |
| ذهبية     | بطولة أمم الأمريكتين لكرة السلة 2015 |

## روابط خارجية
- ويندي جراتيرول على موقع الاتحاد الدولي لكرة السلة (الإنجليزية)
- ويندي جراتيرول على موقع كرة السلة الأوروبية.كوم (الإنجليزية)
- ويندي جراتيرول على موقع ريلجم (الإنجليزية)
- ويندي جراتيرول على موقع بروبوليرز (الإنجليزية)
- ويندي جراتيرول على موقع سبورتس رفرنس (الإنجليزية)
- ويندي جراتيرول على موقع أوليمبيديا (الإنجليزية)